# 조지아 돔
조지아 돔(영어: Georgia Dome)은 미국 조지아주 애틀랜타에 있는 돔구장이다. 내셔널 풋볼 리그 경기장 중 11번째로 오래된 경기장이다.
1996년 하계 올림픽 경기중 농구와 체조, 핸드볼 경기가 열렸다. 2009년 7월 22일에는 AC 밀란과 클럽 아메리카 사이의 축구 경기를 열었으며, 2010년 7월 28일에는 클럽 아메리카 대 맨체스터 시티 경기가 열렸다. 2011년 2월 9일에는 멕시코와 보스니아 헤르체고비나간 친선 경기가 열렸다. 과거 NBA 애틀랜타 호크스의 홈경기장있었다.
2011년 4월 3일, WWE 레슬매니아 27이 개최되었다. 관객 수는 71,617명.
2017년 11월 20일에 폭파 해체로 철거되었으며, 이후 이 자리에는 호텔 등이 들어설 예정이다.